# Câmera lenta

Um piscar de olho em câmera lenta.

Câmera lenta é o efeito especial de cinema ,e vídeo em que os movimentos e ações em quadro são vistos numa duração maior do que a normal, dando a sensação de que o próprio tempo está passando mais devagar. Embora o efeito só seja perceptível quando da projeção, ele pode ser preparado na filmagem ou no tratamento das imagens.

## Câmera lenta na filmagem
Para obter o efeito de câmera lenta na filmagem, é preciso que a câmera seja operada numa cadência (ou velocidade de captura) maior que a normal. Por exemplo, a cadência padrão no cinema sonoro é de 24 quadros por segundo, tanto para a filmagem quanto para a projeção. Se filmarmos uma ação a 48 quadros por segundo, ao ser exibida na tela ela durará o dobro do tempo original. Uma filmagem a 72 qps forneceria um movimento 3 vezes mais lento, e assim por diante. Foi este princípio, e um mecanismo capaz de realizá-lo, que foi patenteado pelo físico austríaco August Musger em 1904, fazendo dele o inventor da câmera lenta.
No entanto, a própria explicação do fenômeno é suficiente para perceber que o nome em português é incorreto: para obter uma câmera lenta, é preciso uma câmera muito rápida. No caso, o termo em inglês, "slow motion" ou movimento lento, é bem mais apropriado.

## Câmera lenta no tratamento da imagem
O efeito também pode ser obtido no tratamento da imagem. Neste caso, a filmagem é realizada na cadência normal e, depois, através de uma trucagem óptica (filme) ou eletrônica (vídeo), cada imagem filmada é duplicada ou triplicada, etc, obtendo-se uma série de imagens duas ou três vezes mais longa e, portanto, uma duração maior.
É claro que o "slow de câmara" tem mais qualidade que o "slow de trucagem". Imagine uma ação que dura um segundo: por exemplo, um braço que se move da esquerda para a direita. Numa filmagem normal, a ação seria fotografada 24 vezes, e o braço ocuparia 24 posições diferentes em um segundo. Numa filmagem em "slow motion" duplo, a mesma ação seria fotografada 48 vezes; ao ser projetada em velocidade normal, a ação duraria 2 segundos, com o braço ocupando 48 posições em sequência. Se pegássemos a filmagem normal e a trucássemos para obter um "slow motion" duplo, teríamos que duplicar cada um dos 24 fotogramas; a projeção também ficaria com 2 segundos, mas o braço ocuparia apenas 24 posições, dando uma sensação (quase imperceptível) de um movimento "falhado", intermitente.
É claro também que, quanto maior for o "slow" (triplo, quádruplo, etc.), mais evidente ficará a intermitência do movimento.

## Objetivos da câmera lenta
O recurso da "câmera lenta" é muito usado em filmes de ficção para criar tensão ou ampliar momentos de clímax, para modificar o ritmo normal dos movimentos e ajustá-los à trilha sonora escolhida ou ainda, mais recentemente, para enfatizar cenas de violência.
Em filmes científicos, a "câmera lenta" (especialmente com cadências 10 ou 20 vezes maiores que a normal) permite observar em detalhe fenômenos muito rápidos, como a queda de uma gota dágua, o disparo de um revólver ou a movimentação dos músculos de um animal correndo.
Em transmissões de eventos esportivos, assim como em videojogos que simulam estes eventos, o recurso da "câmara lenta" é utilizado para rever lances muito velozes e esclarecer se a bolinha de tênis quicou dentro ou fora da quadra, se uma cortada de voleibol tocou ou não no bloqueio adversário, se um jogador de futebol estava ou não em posição de impedimento quando seu companheiro fez o passe, etc.